# Chisato Matsui
Chisato Matsui (松井知里 Matsui Chisato) is een personage uit de film Battle Royale. Ze werd gespeeld door actrice Asami Kanai.

## Voor Battle Royale
Chisato was een leerling van de fictieve Shiroiwa Junior High School. Ze was op school erg stil. Ze was een klein meisje en was verliefd op Shinji Mimura.

## Battle Royale
Chisato kreeg een Walther PPK 7.65mm Pistool en was een van de meiden die met Yukie Utsumi naar de vuurtoren ging. Op de namiddag van dag twee was zij ook de gene die het avondeten aan het maken was, die Yuko Sakaki vergiftigde. Yuka Nakagawa at het op en stierf. Satomi Noda verdacht iedereen en pakte haar wapen en schoot iedereen dood. Chisato werd drie keer in haar rug geschoten. Ze stierf als achtentwintigste.